# Centrum Badań Ekologicznych Polskiej Akademii Nauk
Centrum Badań Ekologicznych Polskiej Akademii Nauk – pomocnicza jednostka naukowa Polskiej Akademii Nauk położona w Dziekanowie Leśnym działająca w latach do roku 2013. Centrum zajmowało się badaniami z zakresu modelowania matematycznego układów ekologicznych, bioenergetyki ekologicznej, ekologii gleby, ekotoksykologii, ekologii behawioralnej i ewolucyjnej i in.
Centrum nie miało sztywnej struktury zakładów. Praca odbywała się w zespołach badawczych tworzonych na czas trwania projektów.
Centrum współtworzyło Międzynarodowe Studium Doktoranckie Nauk Biologicznych PAN.
Ostatnim dyrektorem był Janusz Uchmański.
Poprzednikiem CBE PAN był Instytut Ekologii PAN działający w tym samym miejscu w latach 1952–2003. CBE PAN 31 grudnia 2013 r. zostało zlikwidowane i włączone częściowo do struktury Instytutu Biologii Doświadczalnej im. Marcelego Nenckiego PAN, a częściowo do struktury Muzeum i Instytutu Zoologii PAN.